# Szuhakálló
Szuhakálló è un comune dell'Ungheria di 1.043 abitanti (dati 2001) . È situato nella contea di Borsod-Abaúj-Zemplén.